# Province de Terni
La province de Terni (en italien : provincia di Terni) est l'une des deux provinces italiennes qui forment la région de l'Ombrie (l'autre étant la province de Pérouse). La capitale provinciale est Terni.

## Géographie
Au nord, une frontière avec la province de Pérouse ; au sud, à l'est et à l'ouest avec la région de Latium (province de Viterbo) et au nord-ouest avec la Toscane (province de Sienne).

### Lacs
Dans la province, on retrouve plusieurs lacs :
- lac de Corbara ;
- lac d'Alviano ;
- lac de Recentino ;
- lac d'Arezzo ;
- lac de San Liberato ;
- lac de Piediluco.

### Aires protégées
Il existe plusieurs aires protégées dans la province de Terni, notamment des écosystèmes fluviaux comme celui autour du fleuve Tevere et celui autour du Nera.

## Histoire
La province est créée par la résolution gouvernementale du 6 décembre 1926 qui réorganise le découpage en provinces du territoire italien, désormais organisé en 92 provinces, contre 76 auparavant.
La nouvelle province est formellement établie le 2 janvier 1927, par les circondario de Terni et d'Orvieto.

## Économie
La province possède une assez grande industrie notamment dans l'acier, la ThyssenKrupp Acciai Speciali Terni fondée en 1884 a été importante durant la Seconde Guerre mondiale dans la fabrication d'armes. À cause de cette industrie, la zone a subi de nombreux bombardements, après la guerre la ville et la zone autour de Terni a totalement été reconstruite. Sur le plan touristique, la ville d'Orvieto est devenue une ville touristique importante pour toute la région.

## Transports

### Routes
- Autoroute A1
- E45
- SS 675
- SS 3
- SS 3 bis
- SS 71
- SS 79
- SS 79 bis
- SS 204
- SS 205
- SS 209
- SS 448

## Démographie
La province compte 231 525 habitants est à une densité de 109 habitants au kilomètre carré. La ville de Terni est la capitale, mais aussi la ville la plus peuplée de la province avec 112 227 habitants. Seulement deux autres villes comptent plus de 20 000 habitants dans la province : Orvieto et Narni.

### Crédits de traduction
- (it) Cet article est partiellement ou en totalité issu de l’article de Wikipédia en italien intitulé « Provincia di Terni » (voir la liste des auteurs).